# Жданович, Андрей Фомич
Андрей Фомич Жданович — советский хозяйственный, государственный и политический деятель.

## Биография
Родился в 1898 году в Красноярске. Член ВКП(б) с 1925 года.
С 1935 года — на хозяйственной, общественной и политической работе. В 1935—1954 гг. — в РККА, заместитель председателя Исполнительного комитета Гомельского областного Совета, член Гомельского подпольного областного комитета КП(б) Белоруссии, уполномоченный ЦК КП(б) Белоруссии по координации партизанского движения Северной группы Гомельской области, представитель Белорусского Штаба партизанского движения, и. о. председателя Исполнительного комитета Гомельского областного Совета, председатель Исполнительного комитета Бобруйского областного Совета, заместитель председателя Брестского облисполкома.
Избирался депутатом Верховного Совета СССР 2-го созыва.
Умер до 1985 года.